# Kaushambi (dystrykt)
Kaushambi (Hindi: कौशाम्बी ज़िला, Urdu: کوشامبی ضلع) – dystrykt w stanie Uttar Pradesh w północnych Indiach. Stolicą dystryktu jest miasto Manjhanpur. Dystrykt Kaushambi jest częścią Dywizji Allahabad.